# Bernhart
Bernhart ist ein deutscher Familienname.

## Herkunft und Bedeutung
Der Name leitet sich von Althochdeutsch bero (Bär) und hart (stark, mutig) ab.

## Namensträger
- Anton Bernhart (1803–1849), österreichischer Komponist und Pädagoge
- Arnold Bernhart (1923–1976), Südtiroler Politiker
- Birgit Bernhart (* 1980), deutsche Fußballspielerin
- Joseph Bernhart (1881–1969), deutscher katholischer Theologe, Religionswissenschaftler und Schriftsteller
- Max Bernhart (1883–1952), deutscher Numismatiker
- Milt Bernhart (1926–2004), US-amerikanischer Posaunist und Jazz-Musiker
- Thomas Bernhart (* 1965), österreichischer Facharzt für Zahn-, Mund- und Kieferheilkunde
- Toni Bernhart (* 1971), italienischer Germanist und Autor
- Udo Bernhart (* 1956), Südtiroler Fotograf und Fotojournalist